# Шортанди (Аршалинський район)
Шортанди́ (каз. Шортанды) — село у складі Аршалинського району Акмолинської області Казахстану. Входить до складу Константиновського сільського округу.
Населення — 277 осіб (2021; 360 у 2009, 477 1999, 513 у 1989).
Національний склад станом на 1989 рік:
- росіяни — 51 %;
- казахи — 21 %.